# 1757 Porvoo
1757 Porvoo este un asteroid din centura principală, descoperit pe 17 martie 1939, de Yrjö Väisälä.